# Dodji
Dodji est une localité du Sénégal, située dans le département de Linguère et la région de Louga.
C'est le chef-lieu de l'arrondissement de Dodji.

## Histoire
Dodji est situé dans une zone de savane semi-aride, avec peu d'établissements permanents jusqu'aux décennies précédant la Seconde Guerre mondiale. La ville a été fondée par des Wolofs membres de la confrérie mouride. De nombreuses zones auparavant inhabitées de l'est du Sénégal ont été colonisées et des communautés établies dans le cadre de la volonté du mouvement de trouver des terres et des moyens de subsistance pour la population sénégalaise. L'isolement de Dodji peut être illustré par le choix de cette localité comme lieu de déportation des chefs de grève de Dakar après une grève générale lancée par la branche dakaroise de l'Union nationale des travailleurs du Sénégal (UNTS) en mai 1963. La zone autour de Dodji, historiquement très peu peuplée, a également été utilisée par l'armée française comme terrain d'entraînement au tir réel.